# 戦略兵器削減条約
戦略兵器削減条約（せんりゃくへいきさくげんじょうやく 英:STrategic Arms Reduction Treaty, START）は、アメリカ合衆国とロシア連邦との間で結ばれた一連の条約を指す。

## 一覧
1982年に両国間で開始された戦略兵器削減交渉(STrategic Arms Reduction Talks, 略称は同じくSTART)の成果である。
1991年に第一次戦略兵器削減条約(START I)を調印。1994年発効。2009年失効。
1993年に第二次戦略兵器削減条約(START II)を調印。発効せず。
第三次戦略兵器削減条約(START III)(en)は交渉が中断。
戦略兵器削減に関する条約としてモスクワ条約 (2002年)を調印。2003年発効。
2010年に新戦略兵器削減条約(NEW START)を調印。2011年発効。